# 岩手大学教育学部附属幼稚園
岩手大学教育学部附属幼稚園（いわてだいがくきょういくがくぶふぞくようちえん）は、岩手県盛岡市加賀野三丁目にある国立幼稚園。

## 園教育目標
- 心身ともにたくましく、心豊かな子ども

1. じょうぶなからだで　元気いっぱい遊ぶ子ども
2. 個性ゆたかで　思いやりのある子ども
3. よく考え　自らすすんで行動する子ども
4. 心情ゆたかで　のびのびと自己表現する子ども

## 沿革
- 1928年（昭和3年）4月1日 - 岩手県女子師範学校附属幼稚園創立（盛岡市内丸）
- 1943年（昭和18年）4月1日 - 官立岩手師範学校附属幼稚園となる
- 1949年（昭和24年）4月1日 - 岩手大学岩手師範学校附属幼稚園となる
- 1951年（昭和26年）4月1日 - 岩手大学学芸学部附属幼稚園となる
- 1954年（昭和29年）12月13日 - 新園舎落成移転（盛岡市加賀野中道21）
- 1966年（昭和41年）4月1日 - 岩手大学教育学部附属幼稚園となる
- 1972年（昭和47年）1月18日 - 新園舎落成移転（盛岡市加賀野3-9-1）
- 2004年（平成16年）4月1日 - 国立大学法人化